# Оиси Синкагэ-рю
Оиси Синкагэ-рю (яп. 大石神影流) — древняя школа кэндзюцу, классическое боевое искусство Японии, основанное в первой половине 1800-х годов мастером по имени Оиси Сусуму Танэтугу.

## История
Школа Оиси Синкагэ-рю была основана в первой половине 1800-х годов мастером по имени Оиси Сусуму Танэтугу (яп. 大石進, 1798—1865), служившего клану Татибана. До создания собственного стиля Сусуму изучал техники школы Айдзу Кагэ-рю (Синкагэ-рю) и Осима-рю содзюцу под руководством своего отца и деда.
Новую школу Танэтугу создал на основе модификации полученных знаний. Он улучшил защитное снаряжение, сделавшее его крайне популярным в Японии. Кроме того, он модернизировал устройство фукуро синай, которое применяется и на сегодняшний день. Сусуму разработал и внедрил в программу обучения школы новые тычковые техники и методы нанесения ударов по доспехам противника. Он считал, что каждый практикант может применять более длинный меч (сам Танэтугу имел рост 210 сантиметров и использовал бамбуковый меч длиной в 180 сантиметров).
В 1832 году по приказу своего господина Оиси отправился в столицу, город Эдо. В течение следующего года он провёл множество матчей со многими известными инструкторами города. Согласно легенде, никто не смог одолеть его, благодаря чему Сусуму обрёл известность по всей Японии. Большое число самураев пожелало вступить в ряды его учеников.
2-м наследником традиций Оиси Синкагэ-рю стал сын Сусуму. Он также как и его отец провёл множество дуэлей в городе Эдо, благодаря чему обрёл популярность.
Традиции школы Оиси Синкагэ-рю во второй половине 1800-х годов изучал 17-й глава стиля Мусо Дзикидэн Эйсин-рю, мастер Оэ Масадзи (1852 — 1927).
Следующим школу унаследовал младший брат сына Сусума по имени Оиси Юкиэ. После реставрации Мэйдзи спрос на кэндзюцу упал, однако практика в Оиси Додзё процветала. На момент смерти Оиси Юкиэ его сын, Оиси Хадзимэ, был ещё слишком молод. По этой причине Итай Масуми, воспитанник Оиси Юкиэ, временно занял пост руководителя школы Оиси Синкагэ-рю с целью сохранить её традиции. Когда Хадзимэ достиг необходимого возраста, Масуми обучил его техникам школы и передал титул сокэ.
Хадзимэ обучил техникам стиля своего первого сына, Оиси Эйити (яп. 英一大石). Тот, в свою очередь, обучил мастера Моримото Кунио и выдал ему мэнкё кайдэн. По состоянию на 2014 год Моримото Кунио обучает техникам Оиси Синкагэ-рю в Кан о-кан додзё.

## Программа обучения
Технический арсенал Оиси Синкагэ-рю кэндзюцу включает использование одного меча, удерживаемого двумя руками, двух мечей, сая-но-ути (иай) и нагинатадзюцу.
Программа обучения школы состоит из 79-и техник, разработанных Оиси Сусуму. Ката в данном стиле именуются как тэкадзу. В школе изучаются следующие серии техник:
1. Сиайгути (яп. 試合口) — 5 техник;
2. Ёно омотэ (яп. 陽之表：表拾本) — 10 техник;
3. Ёно ура (яп. 陽之裏) — 10 техник;
4. Сангакуэн но тати (яп. 三學圓之太刀) — 9 техник;
5. Яри вадза (яп. 槍合) — 2 техники;
6. Нагината вадза (яп. 長刀合) — 2 техники;
7. Бо вадза (яп. 棒合) — 3 техники;
8. Сая но ути (яп. 鞘之内) — 5 техник;
9. Нито (яп. 二刀) — 5 техник;
10. Тэнгу но сё (яп. 天狗抄) — 10 техник;
11. Кодати (яп. 小太刀) — 5 техник;
12. Синдэн сайсо (яп. 神傳截相) — 13 техник.